# Bindebrev

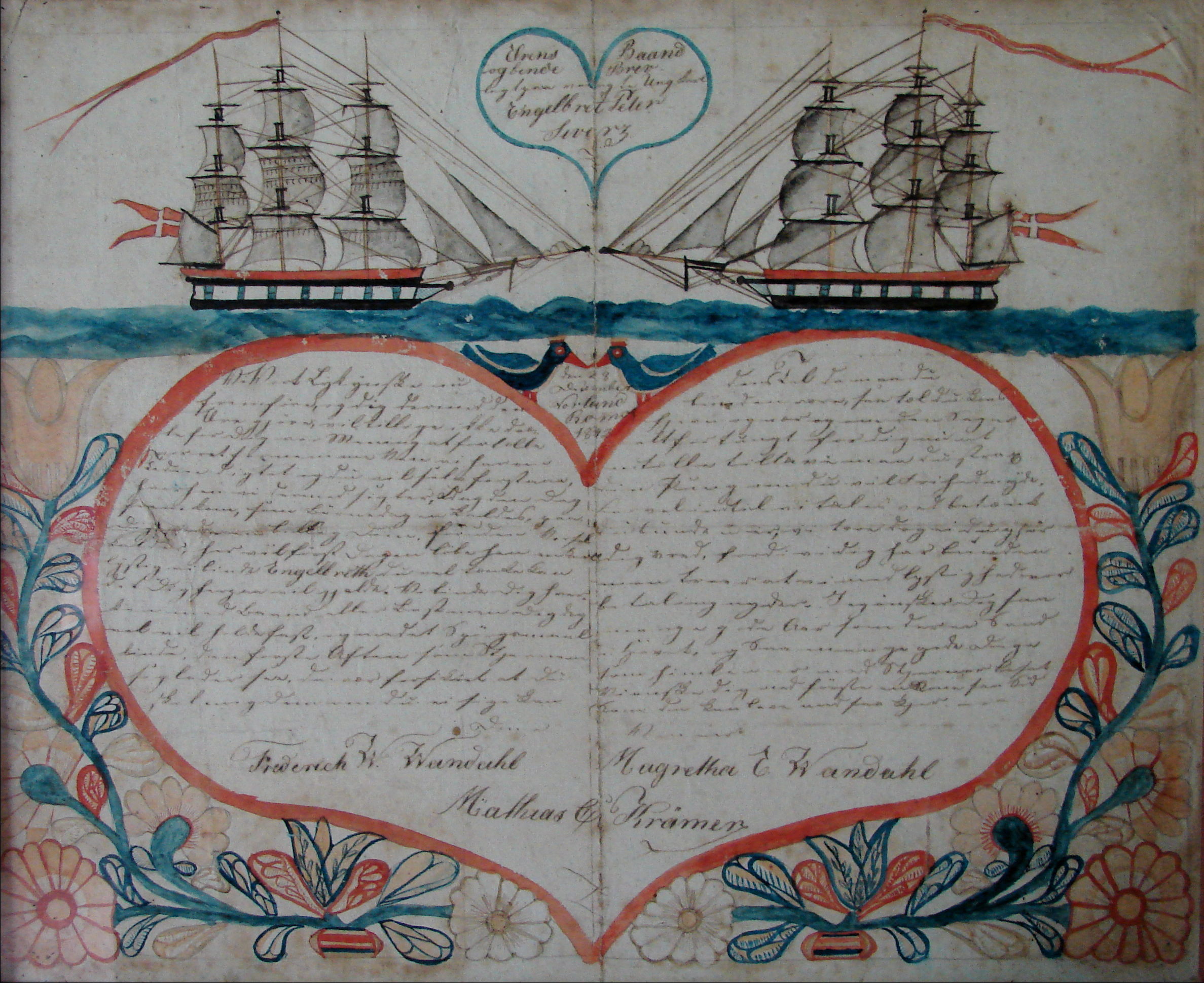
Bindebrev från kommandörsgården på Rømø i Jylland.

Bindebrev är en typ av konstfärdigt brev utformat med rim eller gåta som förekom under 1600- och 1700-talet. Brevformen anges vara en föregångare till senare tiders tradition i Danmark i påsktiden med gækkebrev.
Brevet innehöll ett rim eller en dikt, samt oftast även en gåta. Brevet skickades på mottagarens namnsdag eller en av de fyra kvatemberdagarna. Mottagaren förklarades då "bunden" tills de antingen hade löst gåtan, eller gått med på att hålla en fest. I diktsamlingar från 1600- och 1700-talen anträffar man talrika bindebrev författade av bland andra Anders Bording, Peder Syv, Jørgen Sorterup och Thøger Reenberg. Istället för en gåta kunde det även handla om att lösa en rad knutar på ett snöre, som pyntade brevet. De invecklade knutliknande mönstren utklippta ur papper i gækkebreven är en vidareutveckling av dessa dekorationer. 
Bindebrev var ofta konstfärdiga och dekorerade med färger, blommor och poesi. De äldsta bevarade bindebreven har daterats till 1600-talet, och traditionen överlevde till långt in på 1800-talet. Ett av dessa äldsta bevarade bindebrev sändes från Christian IV (1577–1648) till hans frilla Karen Andersdatter:
"Kiere Karen,
Vi hafver erfaren,
hvis Dag i Dag det er.
Derfor vi binder
Eder og vinder
en Løsning, der maae være
med noget smukt,
Sukker eller Frukt,
kosteligt vi intet begiere."
Omkring 1685 skrev den norska psalmdiktaren Dorothe Engelbretsdatter två bindebrevsdikter. Runt denna tid författade även Petter Dass sex dikter. Att en fest förväntades vid denna tidpunkt framkommer även tydligt i det bindebrev som 15-åriga Birte Hansdatter på Fyn mottog från en väninna:
"Jag binder dig hverken med Baand eller Bast,
men med en Silkesnor saa fast
Nu venter vi paa, at du et godt Gilde vil give
med Kaffe og Mjød og Kringler fin
alt efter Viljen din
og frie Musikanter.
Byd til Gilde hvem du vil,
og hvem dit Sind staar til,
mig du ikke forglemme maa..."